# Mydrodoxa splendens
Mydrodoxa splendens is een vlinder uit de familie uilen (Noctuidae). De wetenschappelijke naam van deze soort is voor het eerst geldig gepubliceerd in 1880 door Arthur Gardiner Butler. Hij duidde deze soort aan als de typesoort van het nieuwe geslacht Mydrodoxa.
De soort komt voor in tropisch Afrika, meer bepaald op Madagaskar.